# نوباء خيارية
نوباء خيارية (الاسم العلمي:Alternaria cucumerina) هي نوع من الفطريات تتبع جنس النوباء من الفصيلة البوغيانية.